# Pachyneuron merum
Pachyneuron merum is een vliesvleugelig insect uit de familie Pteromalidae. De wetenschappelijke naam is voor het eerst geldig gepubliceerd in 2009 door Xiao & Huang.